# 14814 Гурій
14814 Гурій (14814 Gurij) — астероїд головного поясу, відкритий 7 вересня 1981 року.
Тіссеранів параметр щодо Юпітера — 3,314.